# راولینگس
راولینگس (انگلیسی: Rawlings) شرکت تجهیزات ورزشی و پوشاک آمریکایی است، که در سال ۱۸۸۷ توسط آلفرد رالینگ تأسیس شد و هم‌اکنون زیرمجموعه‌ای از شرکت ام‌ال‌بی پراپرتیز می‌باشد.